# エフエム鹿児島
株式会社エフエム鹿児島（エフエムかごしま、英: FM KAGOSHIMA CO., LTD.）は、鹿児島県を放送対象地域として超短波放送（FM放送）を行っている特定地上基幹放送事業者である。愛称は「μFM」（ミューエフエム）。JFN系列でFMQリーグにも加盟している。

## 概要
- 1992年10月1日に九州で最後発のJFN系列局として開局した。鹿児島への電波割り当ては1984年になされたが、364社の出願を32グループにまとめた上での一本化が難航し大幅に開局が遅れた。主要株主には鹿児島テレビ放送（KTS）や鹿児島放送（KKB）、いわさきコーポレーション、南日本新聞社などが連ねる。
- 当局含めたJFN系列38局はACジャパン（旧・公共広告機構）の正会員企業の一つである[2]。
- 中継局は鹿児島県本土（九州島）のみに設置されており、離島地域（薩南諸島）の大部分ではFM波での直接受信が出来ない。しかし2017年4月3日からradikoに参加したので[注 1]、離島地域を含む鹿児島県下のサービスエリア内での無料聴取が可能になった。また同日radikoプレミアムにも参加したので、ドコデモFMと合わせて日本全国での聴取が可能になった[3]。
- 開局当初の中継局は鹿屋・枕崎・阿久根のみで、姶良中継局は2000年に開局した。なお、奄美地区へは未整備（後述）。

## データ
- 本社：〒892-8579　鹿児島市東千石町1-38鹿児島商工会議所ビル（アイムビル）
- 支社：〒102-0083　東京都千代田区麹町1-8JFNセンター8階
- 創立日：1992年2月3日
- コールサイン：JOOV-FM
- カバーエリア：鹿児島県本土全域及び種子島・屋久島・口永良部島・三島村・甑島列島・宮崎県および熊本県の一部地域
- 放送時間 平日・土曜日 : 24時間放送（5:00始点）、日曜日 : 5:00 - 24:55

## 沿革
- 1984年（昭和59年） - 鹿児島に周波数の割り当てがなされる。
- 1991年（平成3年）10月23日 - ラジオ予備免許。
- 1992年（平成4年）
  - 2月3日 - 会社設立。
  - 9月22日 - 本免許交付。
  - 9月23日 - 9:00からサービス放送開始。
  - 9月28日 - 鹿児島テレビ放送 （KTS）で21:00から「ミューFMのすべて」を放送。
  - 9月30日 - 18:00から開局へのカウントダウン番組を放送。
  - 10月1日 - 0:00に全国40番目、九州のJFN系列局としては最後発のFMラジオ放送局として開局。最初の番組はJET STREAMで鹿児島からの生放送。
- 1995年（平成7年）3月27日 - 見えるラジオ（文字多重放送）を開始。コールサインはJOOV-FCM。
- 1999年（平成11年） - コンピレーション・アルバム「Go & DO!」（ごあんど）を発売。
- 2000年（平成12年）8月1日 - 姶良（蒲生）中継局開局。
- 2004年（平成16年）9月 - アミュプラザ鹿児島内にサテライトスタジオ「AMU STUDIO」を設置。
- 2011年（平成23年）
  - 1月26日 - LISMO WAVEによる配信を全国FM連合加盟各局と同時に開始。（2019年（令和元年）9月30日終了）
  - 8月1日 - 鹿児島本局を城山（鹿児島市長田町37-23）から紫原へ移転[4]。
  - 12月5日 - ドコデモFMによる配信をJFN加盟各局と同時に開始。（2021年（令和3年）2月28日終了）
- 2012年（平成24年）10月7日 - 開局20周年を記念して特別番組「あ、も〜っとμFM」を放送。
- 2013年（平成25年）3月31日 - アミュプラザ鹿児島にあったサテライトスタジオ「AMU STUDIO」を閉鎖。
- 2014年（平成26年）
  - 3月31日 - 文字多重放送廃止。
  - 9月 - ヒットチャートカウントダウン廃止。
- 2017年（平成29年）4月3日 - IPサイマルラジオサービス「radiko.jp」および「radiko.jpプレミアム（エリアフリー聴取）」向けに全国配信を開始[5]。
- 2022年（令和4年）1月1日 - 開局30周年に合わせロゴマーク、ホームページを刷新。

## 資本構成
企業・団体は当時の名称。出典：

### 2015年3月31日
| 資本金   | 発行済株式総数 | 株主数 |
| -------- | -------------- | ------ |
| 9800万円 | 4,000株        | 35     |

| 株主                     | 株式数 | 比率   |
| ------------------------ | ------ | ------ |
| 鹿児島テレビ放送         | 400株  | 10.00% |
| いわさきコーポレーション | 383株  | 09.57% |
| 鹿児島放送               | 380株  | 09.50% |
| Misumi                   | 247株  | 06.17% |
| 南日本新聞社             | 240株  | 06.00% |
| 山形屋                   | 220株  | 05.50% |
| 南国殖産                 | 206株  | 05.15% |
| 朝日新聞社               | 200株  | 05.00% |
| 本坊酒造                 | 188株  | 04.70% |
| 鹿児島銀行               | 180株  | 04.50% |

## 周波数
以下のデータは1992年の開局から2011年7月までのものである。
| 親局   | 周波数   | 空中線電力 | ERP    | 所在地                                                             | 送信所概要 （技術情報） | 備考 |
| ------ | -------- | ---------- | ------ | ------------------------------------------------------------------ | --- | --- |
| 鹿児島 | 79.8 MHz | 1 kW       | 3.8 kW | 鹿児島市長田町37-23 （KKB鹿児島送信所と共用）                      | - 送信柱 55m四角鉄塔（MBC共用） - 送信空中線 ST（スーパーターン）8段（MBC共用；エフエム鹿児島部施工住友電工）海抜高191m - 送信機 RV-41GS（東芝）、電力増幅300Wユニット×4、1台方式 - STL 送受信機（NEC）出力10mW、2m鏡面（プレート）パラボラアンテナ、 主調整室（3階）から15階屋上STLパラボラまで長さ110mの可とう導波管 - 送信局舎 鉄筋コンクリート（MBC共用） - 非常用電源 自家発電75kVA（MBC共用） | 鹿児島湾（錦江湾）沿岸をカバーエリアとする。 その他の地域にも電波は届いているが正常受信が困難。 種子島・屋久島でも受信可能。 |
| 中継局 | 周波数   | 空中線電力 | ERP    | 所在地                                                             | 送信所概要 （技術情報） | 備考 |
| 鹿屋   | 79.0 MHz | 100W       | 260W   | 鹿屋市有武町大都1399 （高隈山御岳中腹） （NHK-FMと共用）           | - 送信柱 15m四角鉄塔（NHK共用） - 送信空中線 2L（ループアンテナ）1段2面、海抜高922.5m - 送信機 HV-1033（OKI） - 中継回線 枕崎局を5素子八木宇田1段2面でエア受け - 送信局舎 鉄筋コンクリート1階5m×5m（NHK共用） - 非常用電源 自家発電10kVA（NHK共用） | 大隅半島の大部分（鹿屋市のうち旧輝北町域と垂水市・錦江町・南大隅町を除く）を主な受信エリアとし、 宮崎県南部の大部分でも受信できる。 かつては同地からNHK・MBC・KKBのアナログテレビ放送も送信されていた。 |
| 枕崎   | 76.6 MHz | 100W       | 130W   | 枕崎市東鹿籠3648 （蔵多山） （NHK-FMと共用）                       | - 送信柱 15m三角鉄塔（NHK共用） - 送信空中線 2L（ループアンテナ）1段3面、海抜高484.5m、垂直偏波 - 送信機 HV-1033（OKI） - 中継回線 鹿児島局を5素子八木宇田2段1面でエア受け - 送信局舎 鉄筋コンクリート2階5m×5m（NHK共用） - 非常用電源 自家発電10kVA（NHK共用） | 主に南薩方面を受信エリアとしているが、 桜島の南側・いちき串木野市南部・薩摩川内市高城地区・甑島列島・種子島・屋久島・三島村などでも受信できる。 |
| 阿久根 | 80.5 MHz | 100W       | 195W   | さつま町大字白男字内木場6010 （紫尾山） （阿久根局のNHK-FMと共用） | - 送信柱 15m四角鉄塔（NHK共用） - 送信空中線 VD（垂直ダイポールアンテナ）2段1面、海抜高1073.5m、垂直偏波 - 送信機 FMT-1002A（三菱） - 中継回線 鹿児島局を5素子八木宇田1段1面でエア受け - 送信局舎 鉄筋コンクリート2階5m×5m（NHK共用） - 非常用電源 自家発電10kVA（NHK共用） | 主に北薩・伊佐方面（国道328号の入来峠以北）が受信エリア。 熊本県水俣市では受信状態は良好で、この他熊本県の平野部を始め、 福岡県の筑後地方・佐賀県南部・長崎県南部・熊本県の北部の一部でも雑音混じりで受信できる。 また当中継局の電波は有明海一帯に届くが、地域によっては隣接周波数を使用する放送局 （長崎県ではエフエム長崎の佐世保中継局、熊本県（※阿蘇地方の一部）ではエフエム熊本の小国中継局、佐賀県・福岡県ではエフエム福岡の福岡本局）と混信することがある。 |
| 姶良   | 81.4 MHz | 100W       | 165W   | 姶良市平松字平松5734 （牟礼ヶ丘）                                  | - 送信柱 24m四角鉄塔（KTS共用） - 送信空中線 3素子八木宇田1段2面、海抜高529.5m - 送信機 JBM-22P50A007（JRC） - 中継回線 鹿児島局を5素子八木宇田2段1面でエア受け - 送信局舎 鉄筋コンクリート2階4m×4m（KTS共用） - 非常用電源 自家発電5kVA（KTS共用） | 開局後の2000年8月に設置された。 同一地域を対象とするNHK-FMの中継局が置かれていない全国でも数少ない中継局である。 姶良市から霧島市の旧国分市・隼人町にかけてが受信エリア。 当地域では鹿児島本局の電波も届いてはいるが正常受信が困難。 なお、同地点に設置されているテレビ中継局は「蒲生」を名乗っており、当局側も2012年10月7日付の新聞広告で用いている。 |

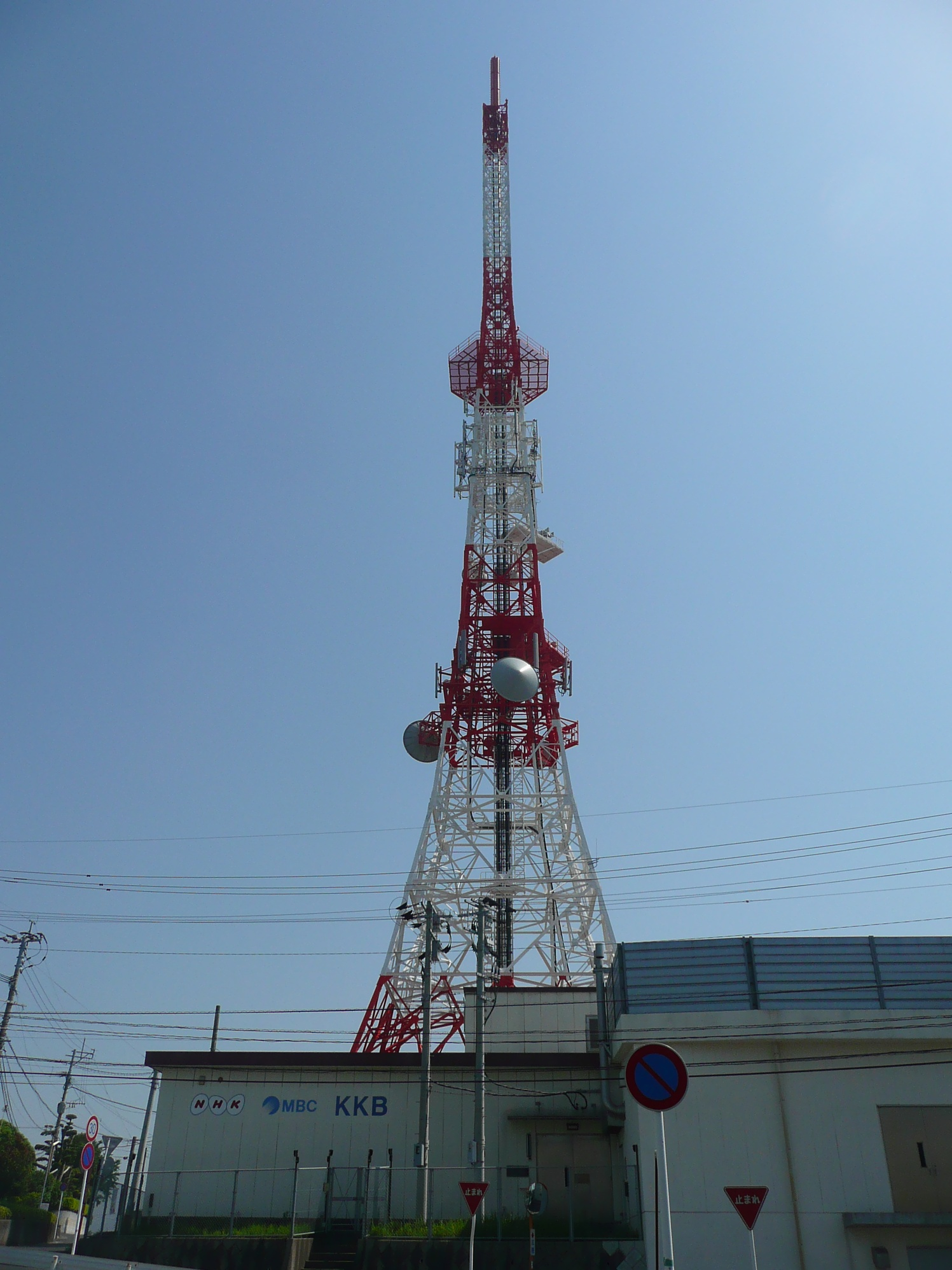
鹿児島本局（紫原、2009年撮影、FMアンテナ設置前）

## 愛称の意味

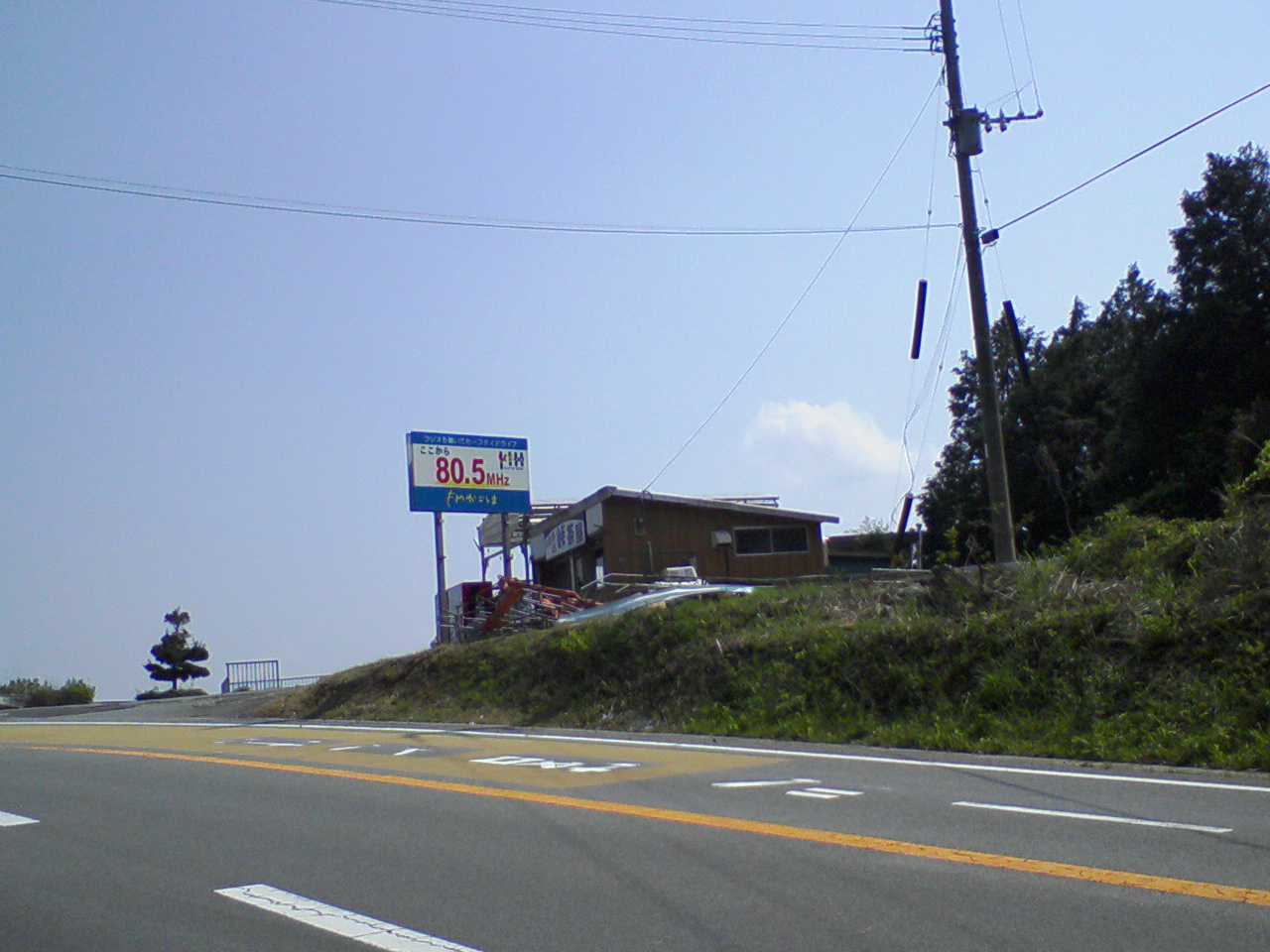
国道328号入来峠の周波数告知（2007年）

愛称の"μ"はギリシア神話の音楽の神ミューズと南（MINAMI）とMUSICを意味し、鹿児島県に音楽と情報を発信して新しい風を起こそうという意味が込められている。

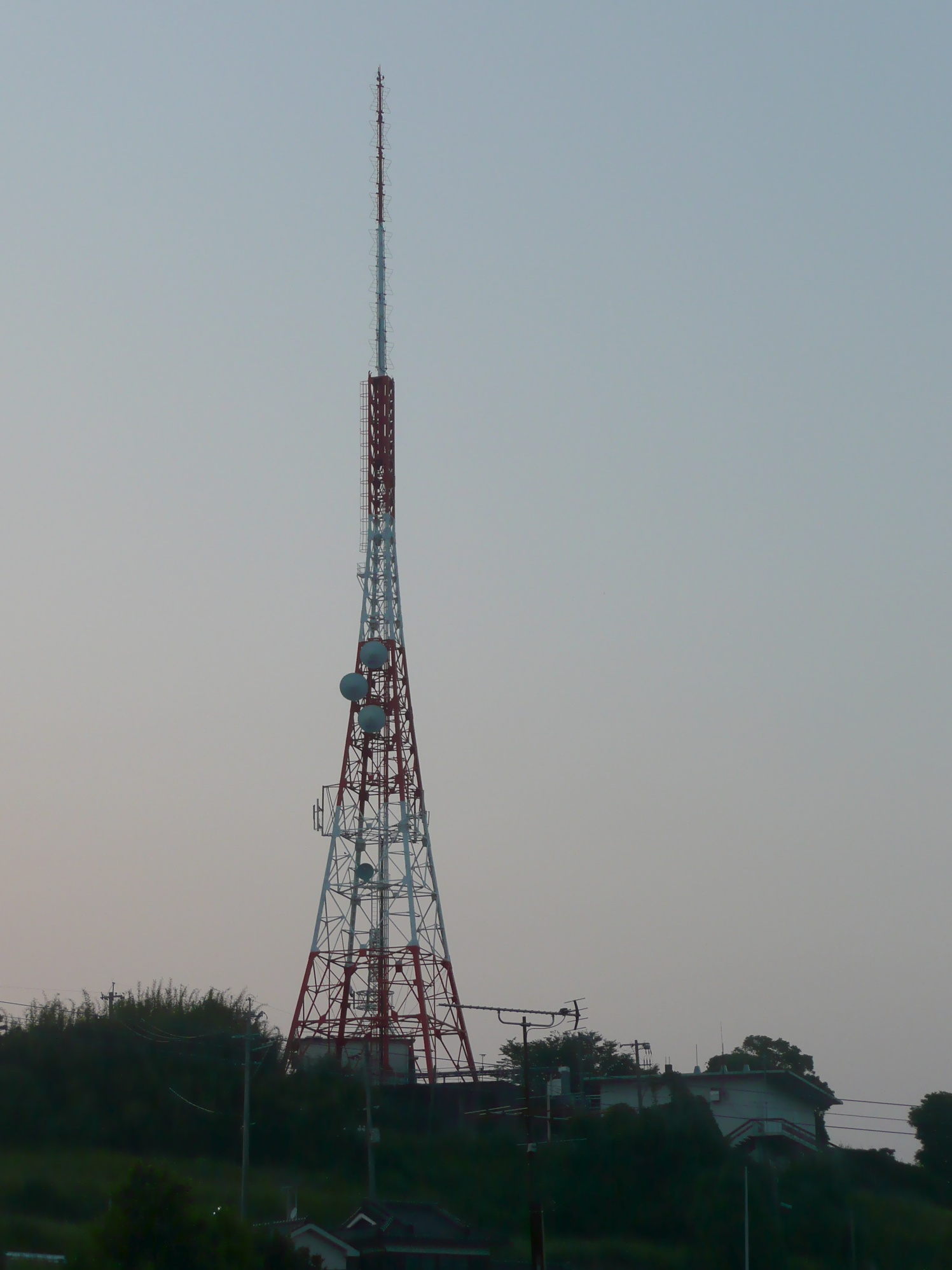
2011年7月までの鹿児島本局（城山）

## 番組
2025年6月時点。番組の詳細は、公式サイトの番組表あるいは番組一覧を参照。
自社制作番組

### 放送中のワイド番組
- あさCafe（月曜 - 金曜 8:30 - 11:00）[9]
- Something μ（月曜 - 木曜 17:00 - 18:30）
- AIR'z69（金曜 16:00 - 19:00）
- μFM WEEKEND JAMS!!（土曜 11:30 - 12:30）

### 放送中のミニ番組など
- なるほど！かごしま（月曜 - 金曜 8:20 - 8:25）
- ポキラジ（月曜 18:30 - 18:55）
- ゆみちゃんねる（火曜 18:30 - 18:55）
- 三遊亭圓歌のすいすい水曜日（水曜 15:15 - 15:30）
- NOW NEW NEXT 今が1番わたしらしい（木曜 18:30 - 18:55）
- ARTSの HIGH TIME RADIO DX（水曜 21:30 - 21:55） - ARTSは枕崎市のスカバンド
- 福祉のはてな？（木曜 15:00 - 15:15）
- シュフシェア！LaLaLa～世界はシュフがまわしてる～（木曜 15:30 - 15:55）
- ガショスタ☆（木曜 18:30 - 18:55）
- もみの木ハウス通信（金曜 15:00 - 15:15）
- シネマスケープ（金曜 15:15 - 15:30）
- First Step～Kagoshima SDGs Story～（金曜 15:30 - 15:45）
- 笑顔の歯着室（金曜 15:45 - 16:00）
- 鹿児島スポーツ応援部 SPORTS+ （金曜 19:00 - 19:55）
- シーゲル小野アワーやっぱり今日もしどろもどろ（金曜 20:30 - 20:55）
- Oosumi Driving（土曜 9:00 - 9:55）
- ホンダミュージックロード（土曜 12:30 - 13:00）
- KTS見のがせナイト（土曜 16:55 - 17:00）
- KKBサウンドアンドトーク（土曜 17:55 - 18:00）
- オプシアミスミ キラカヨ Saturday!（土曜 19:00 - 19:30）
- アイランドホーム presents 城南海のAiRadio!（土曜 19:30 - 19:55[注 3]）
- スーパーな女（最終土曜 20:15 - 20:30）
- サンデープレゼント おはよう!昭和音楽館 （日曜 8:00 - 8:55）
- ササッとササる ササキングのサササササンデ～月壱～（第3日曜 9:30 - 9:55）
- ちゃんサネの渡る世間なヨンゴヒンゴ （日曜 18:00 - 18:30）
- T’s BAR（日曜 18:30 - 18:40）
- 前畠家のだれやめ（日曜 18:40 - 18:55）
- FLAP THE μ（日曜 19:00 - 19:55、『村上RADIO』を放送する週は中止）
- 原田学園presents 桂三輝の、夜だけど･･･三輝アワー!!（日曜 22:00 - 22:55）
- Bran'μ Song [注 4]

### 終了した自社制作番組

#### ワイド番組
- ミューウエーヴBANG!（月 - 金 18:00 - 19:55 *開局当初の番組）
- イヴニング・フラッシュ（月 - 金 17:00 - 17:55[注 5]）
- Lunch On Time（1994年4月1日 - 2002年3月）
- HEY YOU μZIC!
- Move On! 〜aiRhythm〜（2002年4月 - 2007年3月29日）
- FRIDAY AIR SHUFFLE HAPPY☆TRACKS（2006年4月 - 2007年3月30日）
- FRIDAY AIR SHUFFLE EVENING TRACKS（2006年4月 - 2009年3月/金 16:00 - 19:00）
- μFM W-ing Up（2007年4月 - 2009年3月/月 - 金 7:30 - 10:55）
- MUSIC POWER STATION feel the μzic DA!!（2001年 - 2009年3月/月 - 木 16:00 - 18:55）
- μ's WAVE（2009年4月 - 2013年3月/月 - 金 16:00 - 18:55）
- music lunch box（2016年4月 - 2018年3月/月 - 金 11:30 - 12:55）
- アンテナ@beat!!～ピピピ♪～（2018年4月 - 2022年3月/月 - 金 11:30 - 12:55）
- μ's UP!（2013年4月 - 2023年3月/月 - 木 16:00 - 19:00）
- Meeet Up（月曜 - 水曜 15:00 - 15:55、? - 2024年3月）
- μ Have FUN!!!（月曜 - 木曜 17:00 - 18:30、2023年4月 - 2024年3月）
- FRIDAY MORNING DIVER（金曜 8:20 - 11:00。2023年4月 - 2024年3月）

#### ミニ番組など
- 山形屋DAYパートナー（1992年10月 - 2025年5月）
- μ-FM The CHART（日 21:00 - 21:55）
- TSUYOSHI NAGABUCHI RODE TO 桜島
- ミュージックトライアル（日 20:00 - 20:55）
- シフトアッププログラムSUZUKIライブステーション（ - 2009年1月/金 19:00 - 19:55）
- Pick Up Music（1993年10月 - 1994年10月/月 - 木 16:55 - 17:00）
- ミッドナイトストーム（1995年1月 - 3月/日 1:55 - 2:00
- μFM POPS TOP20（ - 2008年9月/日 18:00 - 18:55）
- おいでませ!長州 よいとこツーリスト〜ラジオで薩長同盟〜（日 15:55 - 16:00）[注 6]
- RADION-Q! （- 2012年3月/土 18:30 - 18:55） - 九州電力提供
- Info C@psule（金 14:30 - 14:55） - 以下のコーナーを内包
  - ボンジュール プジョー
  - 教えてウェディング・ステーション
- sodopp[注 7] のSpice μzic JAMS（火 19:30 - 19:55）
- ファミラジ（金 11:50 - 11:55）[注 8]
- 九州ポップカルチャー研究所α（月 21:00 - 21:55[注 9]） - FM FUKUOKAへネットしていたが、2020年3月終了。[注 10]
- ぞぇ!!のイケイケかごしま（金 15:00 - 15:15）
- ロックスピリッツ25 （金 20:30 - 20:55）
- ウィークリーポプカルタイム（金 21:00 - 21:30）
- だいすけ・ゆうすけ・みすけの助太刀いたす♡（土 20:30 - 20:55、? - 2023年3月）
- 遠山明男のオセラジ（金曜 12:00 - 12:55、? - 2024年3月）
- SOIL&"PIMP"SESSIONS タブゾンビと浜崎美保のSea Side Zombie （土曜 18:00 - 18:55、日曜 21:00 - 21:55（再放送）、? - 2024年3月）
- WOMAN’S NEO（第2・第4日曜 9:30 - 9:55、? - 2024年3月）
- Close Friends＠Radio（日曜 22:00 - 22:55、? - 2024年3月）

## AMU STUDIO

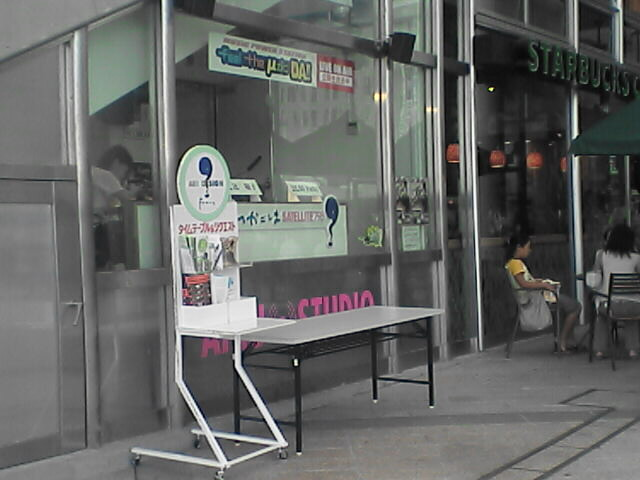
AMU STUDIO

AMU STUDIO（アミュスタジオ）はエフエム鹿児島が「μ's WAVE」を生放送していた、鹿児島中央駅の駅ビル「アミュプラザ鹿児島」にあったサテライトスタジオ。エフエム鹿児島のホームページからAMU STUDIOの様子をライブカメラで見ることが出来る。AMU STUDIO前のAMU広場はイベントなどに使用されており、長渕剛が「feel」に出演の際にゲリラライブをしたときには、この場所に7000人が集まった。
かつては「MUSIC POWER STATION feel the μzic DA!」（μ's WAVEの前番組）・「SUZUKIライブステーション」・「FRIDAY AIR SHUFFLE EVENING TRACKS」も放送していた。2004年9月20日から9月24日の「Move On! 〜aiRhythm〜」もAMU STUDIOより生放送された。
時々、DJ&アシスタントがさまざまな格好をすることがあったが、アミュプラザ別館の建設に伴い、2013年3月31日をもって閉鎖された。

## アナウンサー・パーソナリティ

### アナウンサー・局所属パーソナリティ
| 名前     | 読み仮名          | 主な担当番組など（2025年時点）                                                                          | 備考                                            |
| -------- | ----------------- | --- | ----------------------------------------------- |
| 前畠俊二 | まえはた しゅんじ | Somethingμ μFM WEEKEND JAMS!! 前畠家のだれやめ                                                          | 元フリーランスDJ                                |
| 今末真人 | いますえ まこと   | あさcafe（月～木） なるほど！かごしま First Step～Kagoshima SDGs Story～ μFM WEEKEND JAMS!! μパブリック | 2018年4月、エフエム徳島より移籍                 |
| 遠山明男 | とおやま あきお   | あさcafe(金） サンデープレゼント おはよう!昭和音楽館 ラプソディー・イン・ミュージック                   | 元MBCタレント ※HPには「パーソナリティー」と表記 |

### パーソナリティ
- 坂元彩乃 - 笑顔の歯着室
- 橋村美咲
- 新坂恵梨[10]
- 田上真澄 - 福祉のはてな？
- 蔵屋留美子 - Oosumi Driving
- DJ POCKY[11] - ポキラジ
- パーティー - シュフシェア！LaLaLa～世界はシュフがまわしてる～（ハッシーのみ）
- 福元ゆみ - ゆみちゃんねる
- 有賀真姫（DJ MACKY）[10] -  NOW NEW NEXT・鹿児島スポーツ応援部 SPORTS+・前畠家のだれやめ
- 冨永あきのり - AIR'z69
- 安藤菜夏 - μFM WEEKEND JAMS!!
- BON（ARTS） - HIGH TIME RADIO DX
- 福元直子 - もみの木ハウス通信
- DJ GO - シネマスケープ
- 遠藤陽子[10] - シュフシェア！LaLaLa～世界はシュフがまわしてる～
- シーゲル小野　- シーゲル小野アワーやっぱり今日もしどろもどろ
- 宮内ありさ - Oosumi driving
- 佐々木貞幸 - HONDA MUSIC ROAD・ササッとササる ササキングのサササササンデ～月壱～
- 新川紗希 - HONDA MUSIC ROAD
- 池田佳代 - アニトマ夢
- 城南海 - アイランドホーム presents 城南海のAiRadio!
- 中島身依 - NOW NEW NEXT
- めい風る - NOW NEW NEXT
- ちゃんサネ♪ - ちゃんサネの渡る世間なヨンゴヒンゴ
- 中島りか - ちゃんサネの渡る世間なヨンゴヒンゴ
- 岩本 あいか - Misumi Enjoyカーライフ
- 井上明（speakeasyオーナー）- ラプソディー・イン・ミュージック

## 元アナウンサー、元パーソナリティ

### アナウンサー
- 矢崎幸子[注 11]
- 奥ゆかり[注 12]
- 田村かおり
- 岡本美智子[注 13]
- 望月貴史[注 14]
- 桂やすこ[注 15]
- 仁藤貴子[注 15]
- 長友翼（社内異動）
- 久我鮎海
- 渡辺裕介（退社後エフエム栃木に移籍）
- 伊藤博志[注 16]
- 井口奈保[注 17]
- NAOTO
- 中村香
- 秦野理恵[12]
- ありまゆき

### パーソナリティ
- 寺田聡美
- 岩田倫代
- SAY一郎
- 福森聖子
- 室屋典子[注 18]
- 宮原恵津子[注 19]
- 小椋Colleen弘恵[注 20]
- 高橋和実[注 21]
- 小牧倫子
- 斎藤昌子（フリーアナウンサー）
- 高森てつ
- 川添幸一
- DJ CODY
- 辻敬子

## 奄美群島への対応
南日本放送とは異なり、奄美大島地区には中継局の整備ができていないことから、龍郷町にあるコミュニティFM局エフエムたつごうが受け入れ態勢を整備し、南日本放送を含め一部自社番組の再送信を実施している。宇検村のエフエムうけん、瀬戸内町のせとうちラジオ放送も一部同時放送しており、これらの局への配信が行われている旨もアナウンスされる。なお、radikoでも受信が可能。
3局同時ネット対象番組（2023年4月以降）
- あさCafe（月 - 木 9:00 - 9:40）
- FRIDAY MORNING DIVER（金 9:00 - 9:40）

たつごう単独ネット対象番組（2023年4月以降）
- 鹿児島スポーツ応援部 SPORTS+（金 19:00 - 19:55）
- μFM WEEKEND JAMS!!（土 12:00 - 12:30）
- ホンダ ミュージックロード（土 12:30 - 13:00）